# Александрова Марія Володимирівна
Марія Володимирівна Александрова (Полякова; нар. 7 квітня 1974) — українська волейболістка і спортивний функціонер. Виступала за національну збірну. Учасниця Олімпійських ігор. Майстер спорту України міжнародного класу.

## Із біографії
1993 року стала віце-чемпіонкою молодіжної першості світу і бронзовою призеркою чемпіонату Європи. За ці досягнення отримала звання «Майстер спорту України міжнародного класу». З 1995 року почала виступати за луганську «Іскру», де пройшла більша частина її ігрової кар'єри. Кольори національної збірної захищала протягом 11 років. Брала участь на літніх Олімпійських іграх 1996 року в Атланті, світовій першості 1994 року і в чотирьох чемпіонатах Європи (1993, 1995, 1997, 2001).
Сім сезонів відіграла за кордоном. У складі «Унібана» стала чемпіонкою Бразилії, з австрійським «Телекомом» — другим призером Кубка Європи. Також грала за німецький «Шверін», турецький «Турк Телеком» і «Олімпіакос» (Пірей). У складі грецького клубу завершила виступи в 2007 році.
Потім мешкала в Луганську і виступала за команду ветеранів. 2014 року переїхала до Дніпродзержинська, працювала викладачем у коледжі фізичного виховання і тренувала волейбольну команду. Через два роки стала заступником директора з навчально-виховної роботи Спортивного клубу «Прометей». З 2019 року займала посаду генерального менеджера новостворенної волейбольної команди СК «Прометей» (Кам'янське). У першому сезоні колектив лідирував протягом всього чемпіонату, але через пандемію коронавірусу турнір був призупинений без визначення переможців. У півфіналі Кубка України «Прометей» поступився «Хіміку», а в матчі за бронзу виявився сильнішим за «Орбіту». 
У 2022—2024 роках була призедентом СК «Прометей». Після ліквідації спортивних (волейбольних: Ч, Ж та баскетбольної) команд, стала де-юре співвласником та генеральним директором чернівецького футбольного клубу «Буковина».

## Клуби
Список команд, за які виступала Марія Александрова:
| Роки      | Команди                     |
| --------- | --------------------------- |
| 1994      | «Олександрія» (Біла Церква) |
| 1995—1997 | «Іскра» (Луганськ)          |
| 1997—1999 | «Унібан»                    |
| 1999—2000 | «Іскра» (Луганськ)          |
| 2000—2002 | «Телеком»                   |
| 2002—2003 | «Шверін»                    |
|           | «Іскра» (Луганськ)          |
|           | «Турк Телеком»              |
| 2006—2007 | «Олімпіакос» (Пірей)        |